# Jenny Rahel Oesterle-El Nabbout

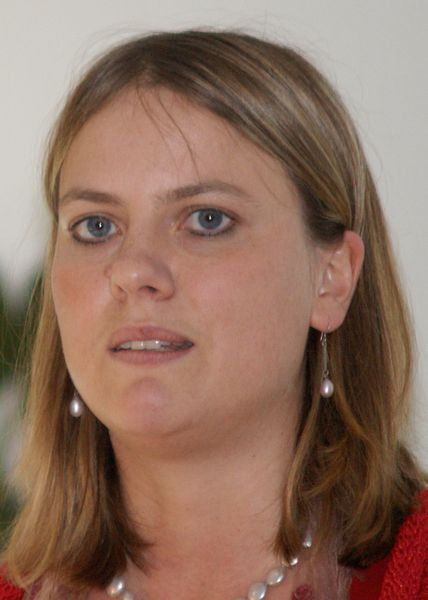
Jenny Oesterle im Jahr 2012, aufgenommen von Werner Maleczek auf einer Reichenau-Tagung des Konstanzer Arbeitskreises für mittelalterliche Geschichte

Jenny Rahel Oesterle-El Nabbout (* 13. März 1978 in Gießen als Jenny Rahel Oesterle) ist eine deutsche Historikerin. Sie ist seit 2021 Inhaberin des Lehrstuhls für Mittelalterliche Geschichte an der Universität Regensburg.

## Leben und Wirken
Jenny Rahel Oesterle besuchte das Landgraf-Ludwigs-Gymnasium in Gießen und nahm bereits während ihrer Schulzeit mehrfach erfolgreich am Geschichtswettbewerb des Bundespräsidenten teil. Nach dem Abitur studierte sie von 1997 bis 2002 Mittelalterliche Geschichte, Islamwissenschaft und evangelische Theologie an der Westfälischen Wilhelms-Universität Münster, Hebräischen Universität Jerusalem und Justus-Liebig-Universität Gießen. Sie war von 1997 bis 2002 Stipendiatin der Studienstiftung des deutschen Volkes und von 2003 bis 2006 Stipendiatin des Graduiertenkollegs „Gesellschaftliche Symbolik im Mittelalter“ an der Westfälischen Wilhelms-Universität Münster. Bei Hagen Keller wurde sie 2007 promoviert im Fach „Mittelalterliche Geschichte“ an der Westfälischen Wilhelms-Universität Münster. Von 2006 bis 2008 war sie wissenschaftliche Mitarbeiterin für Mittelalterliche Geschichte an der TU Braunschweig. Von 2008 bis 2014 war sie Juniorprofessorin für die „Geschichte des Mittelmeerraums im Mittelalter“ an der Ruhr-Universität Bochum. Von 2011 bis 2012 und 2016 bis 2017 war sie in Mutterschutz bzw. Elternzeit. Von 2014 bis 2019 war sie Leiterin der Nachwuchsforschergruppe „Schutzgewähr in Phasen religiöser und politischer Expansion“ an der Universität Heidelberg. Sie legte dort auch 2020 ihre Habilitationsschrift vor mit dem Titel Zwischen Religion, Recht und Macht. Schutzgeschichte und Schutzgeschichten von Verfolgten (5.–7. Jahrhundert). Vom 1. April 2020 bis zum 30. September 2021 lehrte sie als W2-Professorin für Geschichte des Europäischen Mittelalters und seiner Kulturen an der Universität Passau. Seither ist sie Inhaberin des Lehrstuhls für Mittelalterliche Geschichte an der Universität Regensburg. Sie war 2014/2015 Mitglied der Bundesjury des Geschichtswettbewerbs des Bundespräsidenten.
Ihre Forschungen befassen sich vor allem mit dem arabisch-islamischen sowie lateinisch-christlichen Raum. Thematisch widmet sie sich unter anderem den Begegnungsorten von Religionen und Kulturen, der Geschichte der islamischen Frühzeit und Expansion, der Geschichte des lateinischen Mittelalters, der symbolischen Kommunikation, der Ritualgeschichte und der Herrschaftsrepräsentation. Ihre Dissertation entstand in Zusammenarbeit mit dem Sonderforschungsbereich „Symbolische Kommunikation und gesellschaftliche Wertesysteme vom Mittelalter bis zur Französischen Revolution“. In einer vergleichenden transkulturellen Untersuchung befasste sie sich mit der Herrschaftsrepräsentation der Fatimiden, Ottonen und frühen Salier.

## Schriften
Monographien
- Kalifat und Königtum. Herrschaftsrepräsentation der Fatimiden, Ottonen und frühen Salier an religiösen Hochfesten. Wissenschaftliche Buchgesellschaft, Darmstadt 2009, ISBN 978-3-534-21961-2.

Herausgeberschaften
- mit Wolfram Drews, Antje Flüchter, Christoph Dartmann, Jörg Gengnagel, Almut Höfert, Sebastian Koldit, Ruth Schilling, Gerald Schwedler: Monarchische Herrschaftsformen der Vormoderne in transkultureller Perspektive (= Europa im Mittelalter. Abhandlungen und Beiträge zur historischen Komparatistik. Bd. 26). De Gruyter, Berlin 2015, ISBN 3-11-041164-4.
- mit Nikolas Jaspert, Marc von der Höh: Cultural Brokers at Mediterranean Courts in the Middle Ages (= Mittelmeerstudien. Bd. 1). Schöningh, Paderborn 2013, ISBN 978-3-506-77559-7.
- mit Wolfram Drews: Transkulturelle Komparatistik. Beiträge zu einer Globalgeschichte der Vormoderne (= Comparativ. Zeitschrift für Globalgeschichte und vergleichende Gesellschaftsforschung. Jg. 18 (2008), Heft 3/4). Leipziger Universitäts-Verlag, Leipzig 2008, ISBN 3-86583-335-8 (online).